# Popovača
Popovača je město v Chorvatsku v Sisacko-moslavinské župě. Nachází se asi 14 km severozápadně od Kutiny a asi 22 km severovýchodně od Sisaku. V roce 2011 žilo v Popovači 3 681 obyvatel, v celé občině pak 11 905 obyvatel.
Celkem se v opčině nachází 13 sídel, z nichž největší je její středisko, město Popovača.
- Ciglenica – 165 obyvatel
- Donja Gračenica – 827 obyvatel
- Donja Jelenska – 93 obyvatel
- Donja Vlahinička – 569 obyvatel
- Gornja Gračenica – 971 obyvatel
- Gornja Jelenska – 887 obyvatel
- Moslavačka Slatina – 106 obyvatel
- Osekovo – 853 obyvatel
- Podbrđe – 189 obyvatel
- Popovača – 3 681 obyvatel
- Potok – 835 obyvatel
- Stružec – 795 obyvatel
- Voloder – 1 934 obyvatel

Status města získala Popovača v roce 2013, do té doby byla opčinou.